# Tozawa
Tozawa (戸沢村?) è un villaggio giapponese della prefettura di Yamagata.